# Gotik
Gotik var en stilperiode i Europa fra 1150 til 1550. Den fremkom i Nordfrankrig i 1100-tallet og bredte sig derfra. Udtrykket "gotik" stammer fra den italienske renæssance, som i sin ensporede forkærlighed for antikken mente, at kun "barbarer" som de gamle gotere kunne frembringe den slags bygninger. Men det var vistnok i Orienten, at de franske korsfarere først hentede inspiration til den spidse bue. Først fra 1820 blev ordet brugt i sin nuværende betydning.
Gotikken er kendetegnet ved at være skarp, spids og kantet. Helhedspræget er lodret og himmelstræbende: søjler, buer og hvælvinger trækker blikket opad. Gotikken nåede til Danmark omkring 1250. Den gotiske periode varede til omkring 1400 ude i Europa og til omkring 1530 i Danmark.
Bedst bevaret er stilen i kirkebyggeriet. Mange af de store katedraler er opført i gotik, og mange romanske landsbykirker blev ombygget til gotik.
De mest markante gotiske kirker i Danmark er Roskilde Domkirke og Århus Domkirke. Roskilde Domkirke er Nordens første gotiske kirke i tegl.

## Gotikkens epoker
- Fransk unggotik – 1150-1200
- Højgotik – 1200-1275
- Nord og Centraleuropa – 1150-1525
- Italien – 1250-1420
- Skandinavien – 1250-1550

- Nygotik – 1840 – 1890